# Fargezja parasolowata
Fargezja parasolowata (Fargesia murielae (Gamble) Yi) – gatunek bambusa z rodziny wiechlinowatych (traw). Naturalnie występuje w chińskich górach na terenie prowincji Hubei na wysokości od 2000 do 3000 m n.p.m. Roślina może być z powodzeniem uprawiana w warunkach klimatycznych Polski. Masowe kwitnienie tego gatunku w latach 1971–1990 pozwoliło na uzyskanie znacznej ilości nasion, a w konsekwencji na otrzymanie siewek gatunku, spośród których wyselekcjonowano liczne odmiany.

## Morfologia
PokrójPędy na stanowiskach naturalnych osiągają wysokość 3–4(4,5) m, przy średnicy 7–13 mm. Początkowo są żółtozielone, pokryte białym nalotem, potem żółtawe, z jasnobrązowymi pochwami, zazwyczaj rozgałęziają się w pierwszym roku.
LiścieGroszkowo zielone długości 6–15 cm i szerokości 0,5–1,8 cm.

## Zastosowanie
Uprawiana jako roślina ozdobna w Europie od początków, w USA od lat 60. XX wieku. Wybrane odmiany uprawne:
- ‘Bimbo’
- ‘Dino’
- ‘Grüne Hecke’
- ‘Jumbo’
- ‘Simba’
- ‘Zampa’